# Medusa (personaje)
Medusa (Medusalith Boltagon) es una superheroína ficticia que aparece en los cómics estadounidenses publicados por Marvel Comics. Creada por Stan Lee y Jack Kirby, el personaje apareció por primera vez en Fantastic Four #36 (1965).
Su nombre y aspectos del personaje se derivan de la mitología griega, ya que su cabello tiene atributos prensiles como el del cabello mitológico de Medusa. El personaje tiene control psicoquinético sobre su cabello, poder que obtuvo a través de  Terrigenesis. Con este poder, puede extender su cabello hasta el doble de su longitud normal, usándolo para abrir mechones, levantar objetos y contener objetos y personas. Es la reina de los inhumanos, si bien fue diseñada con anterioridad a la creación de dicha raza y es la esposa del rey Rayo Negro y madre de Ahura. 
Hizo su debut en acción en vivo en la serie de televisión del Universo Cinematográfico de Marvel 2017, Inhumans, interpretada por Serinda Swan.

## Historial de publicación
Medusa apareció por primera vez en Fantastic Four # 36 (1965), y fue creada por Stan Lee y Jack Kirby. Ella aparece primero en un flashback, luego en un disfraz como parte de la incipiente "Cuatro Terribles". Aparece en los puntos # 38, 41, 42, 43, 44-48 y en varios puntos secundarios de los puntos # 49-62. Los Inhumanos también aparecen en Fantastic Four # 82-83, con Medusa. Se les otorga su primera aventura nueva en Fantastic Four Annual # 5, y una serie en solitario en el libro dividido Amazing Adventures.(volumen 2) # 1-10. Las primeras cuatro cuotas están escritas y dibujadas por Jack Kirby. Las segundas cuatro entregas están escritas por Roy Thomas e ilustradas por Neal Adams. Esa historia fluye hacia la "Guerra Kree-Skrull" en curso en el título # 94-97 de los Vengadores.
Medusa también ha ocupado un lugar destacado en la serie maxi de 12 partes The Inhumans de Jaye Lee en la década de 1990.
Medusa aparece en la nueva serie FF de Matt Fraction y Mike Allred, que debutó en noviembre de 2012.
A partir de mayo de 2015, Medusa apareció como uno de los personajes principales de A-Force, un spin-off femenino de los Vengadores lanzado por G. Willow Wilson, Marguerite Bennett y Jorge Molina durante el cruce de Marvel's Secret Wars.
En 2017, Medusa aparece en una aventura temprana con los Cuatro Terribles publicada como Avengers 1.1- 5.1. Esta miniserie de cinco números se ubica entre los Avengers (vol. 1) # 16 y 17, como una historia paralela cuando el equipo malvado cree que Maté a los Cuatro Fantásticos (en Los Cuatro Fantásticos # 38) pero nadie lo sabe. Atacan públicamente al Capitán América y su nuevo equipo de reemplazos después de su conferencia de prensa para ganar algo de "credibilidad callejera". Son derrotados públicamente en una revancha en el número 4.1, pero Medusa probablemente huye antes del cameo final del equipo en 5.1, donde están preparando una tumba para ella como "traidora".

## Historia
Medusa pertenece canónicamente a la raza de los Inhumanos, una especie de terrícolas prehistóricos mutados por las Nieblas Terrigenas que se originan en las profundidades de la ciudad-estado inhumana de Attilan (que se encuentra rica en oxígeno en el Área Azul de la Luna). Medusa tiene una hermana menor llamada Crystal, quien más tarde se convirtió en la esposa del Vengador Quicksilver. Considerada miembro de la Familia Real de Attilan, los padres de Medusa decidieron exponerla a la Niebla Terrigena, un mutágeno natural que cambia la composición biológica de la raza Inhumana y les otorga poderes, cuando ella era una niña.
Durante sus años de adolescencia, Medusa solía visitar a su primo lejano Rayo Negro durante su encierro, y ella aprendió a comunicarse con él a través del lenguaje corporal. Durante el transcurso de estas visitas, los dos se enamoraron y se enganchó. Ella asistió a la liberación de Rayo Negro de su celda de aislamiento a la edad de dieciocho años, y fue testigo de la primera confrontación entre Rayo Negro y su hermano Maximus el Loco. Maximus también afirma estar enamorado de Medusa, y ha hecho intentos frecuentes de usurpar tanto el trono de Attilan, así como de su hermano de la novia a serlo. Fue en el primer intento exitoso de Maximus para tomar el trono que Medusa fue derribada de un cielo-trineo por la de Triton y aquejado de amnesia. Dejó Attilan, y vagó en Europa como una ladrona.
Aún sufriendo de amnesia, Medusa se une al equipo de súper villanos Los 4 Terribles y lucha contra Los 4 Fantásticos en tres ocasiones diferentes.
Luego fue perseguida por Gorgon en nombre de Maximus. Finalmente, Medusa recuperó sus sentidos y se unió a la Familia Real Inhumana en la carrera. Se reunió con Rayo Negro, que la había estado buscando, y regresó a Attilan. Sin embargo, quedó atrapada en Atillan por la barrera de la "zona negativa" creada por Maximus. Finalmente, Rayo Negro la liberó de la barrera a un alto costo y dejó el Gran Refugio para visitar el mundo exterior como un aventurero. Pasó un tiempo antes de que se conocieran los efectos desastrosos de la contaminación mundana sobre los inhumanos. Ella contrata a Spider-Man en su propio título para un problema, siendo manipulado por el fabricante / promotor de una línea de productos de champú. Ella también ha sido re-secuestrada por los Cuatro Terribles en un intento de manipularla. Los Cuatro Fantásticos se convirtieron en amigos y aliados y ayudaron a los Inhumanos en varias ocasiones, como durante las frecuentes luchas de poder entre Rayo Negro y Maximus. 
Medusa se unió a los 4 Fantásticos como integrante por breves períodos de tiempo. Ella se convirtió en una sustituta temporal para Susan Richards, conocida como la Chica Invisible en ese momento, cuando Richards se fue de licencia familiar para cuidar a su hijo comatoso Franklin Richards. A través de sus relaciones con los 4 Fantásticos, Medusa y Rayo Negro han buscado lograr una comprensión y paz entre las razas de la Tierra y Attilan. Sin embargo, los Inhumanos se han visto obligados a trasladar su hogar de Attilan varias veces debido a la hostilidad humana continuada.
Rayo Negro finalmente se convertiría en el rey de los Inhumanos por la muerte de sus padres. Medusa supervisó el movimiento de Attilan hacia el Área Azul de la Luna. Junto a la Familia Real Inhumana, luchó contra los Vengadores bajo el control de la mente de Maximus. Medusa y Rayo Negro se casaron y Medusa se hizo reina, convirtiéndose en consorte real y intérprete real. Cuando Medusa quedó embarazada, el Consejo de Genética de Attilan argumentó que el embarazo debía ser terminado debido a la posibilidad de que el niño heredara la locura de Maximus, junto con el inmenso y destructivo poder de Rayo Negro. Medusa desafió al Concilio y huyó a la Tierra para evitar el aborto obligatorio y vivir anónimamente en el desierto hasta que nació el niño, un hijo llamado Ahura. Rayo Negro se reconcilió con Medusa y el par regresó a Attilan y volvió a su hijo menor al Consejo de Genética. Después de estos eventos, Ahura no fue mencionado ni visto en el Universo Marvel durante varios años.
Más tarde, junto a los Inhumanos y el Factor X original, luchó contra Apocalipsis. Junto a los Inhumanos y Vengadores, ella también luchó contra los Hermanos.

### Realeza
El papel principal de Medusa entre los Inhumanos es como intérprete para su señor y marido, el silencioso pero dominante Rayo Negro. Como tal, es una figura estatal experimentada dentro del sistema cuasi feudal del gobierno de los Inhumanos, y está acostumbrada a hablar con conciencia de cuestiones reales de protocolo y comportamiento. Esta actitud imperial suele ser templada por su fuerte sentido de moralidad y equidad. Para la protección de todos los Inhumanos (su primera prioridad) y para ayudar a sus aliados (como los Cuatro Fantásticos), ella es una guerrera feroz.
Medusa aparece en la serie de seis números ¡Más allá!. Ella es secuestrada junto con otros superhumanos famosos e infames al planeta artificial conocido como Battleworld. Después de presenciar a Venom aparentemente asesinar a Spider-Man, aunque luego se revela que es la Dimensión Fantasma, Spider-Man aparentemente confundiéndola con Mary Jane mientras elogia su cabello en sus "últimos momentos", ella pasa el juicio real de que debe someterse a cincuenta pestañas. Ella reemplaza la autoridad de la representante y de la Vengadora, Janet Van Dyne, y usa el control sobre su cabello para crear un movimiento de latigazo tan rápido que produce auges sónicos en miniatura, a los que Venom es especialmente vulnerable. Mientras Henry Pym intenta disuadir a Medusa de continuar el castigo, Venom puede apuñalar a Medusa a través del muslo. Más adelante en el número, Medusa salva al equipo durante el repentino aterrizaje forzoso de su nave espacial al absorber la mayor parte del impacto con su cabello. Como dijo Avispa, Medusa es la ofensiva primaria de corto alcance del equipo. Finalmente, el equipo triunfa sobre el Beyonder y regresa a la Tierra. Al final de la serie, Medusa se puede ver junto con Rayo Negro asistiendo al funeral de su Más Allá. compañero de equipo Gravedad. Ella le da a los padres de Gravedad, una estatua preciosa, el más alto honor entre los Inhumanos, en conmemoración del sacrificio de Gravedad.
En I Heart Marvel, Medusa protagoniza y narra en una viñeta única que aparece en el número 3 de la edición de Marvel Ai. Titulada Silence of the Heart, la historia explora la relación entre Medusa y Rayo Negro. Medusa explica que el silencio de su esposo es una carga que ella también soporta. Rayo Negro hace una aparición en este punto y se muestra que los dos hacen el amor, mientras Medusa contempla su anhelo de escuchar un gemido, un susurro o una risa de él.
El título Hijo de M se centra en Pietro Maximoff tras los acontecimientos de House of M. Después de intentar suicidarse, Crystal trajo a un Pietro moribundo a Attilan. Mientras Gorgon protesta, Medusa le concede a Pietro asilo en Attilan hasta que se recupere por completo. Una vez sanado, un Deporado sin poderes intenta convencer a Rayo Negro y Medusa para que le permitan el acceso a las Nieblas de Terrigen, pero Medusa afirma firmemente que Terrigenesis es un proceso prohibido para extraños y que tal proceso sobre un ser humano podría resultar en mutaciones drásticas. Pietro se las arregla para exponerse a las Nieblas independientemente, y recibe nuevos poderes antes de recolectar los Cristales de Terrigen y su hija, Luna, y regresar a la Tierra. Los cristales finalmente terminan en posesión de un sector de operaciones ilegales del gobierno de los Estados Unidos. La posterior negativa del sector a devolver los cristales provoca una declaración de guerra entre los Inhumanos y los Estados Unidos. 
Durante este título, se hace referencia que Rayo Negro y Medusa no tienen hijos. Al descubrir que Luna fue llevado a la Tierra por Pietro, Medusa le informa a Crystal que tal vez es correcto que Pietro pase tiempo con su hija. Crystal comenta que si Medusa tuviera hijos propios, ella podría ser capaz de comprender cómo se sentía al respecto. No es aparente si este es un ejemplo de la existencia de Ahura reconectado del Universo Marvel, o si se supone que es un comentario sarcástico en referencia al supuesto confinamiento de Ahura.
Los acontecimientos de Silent War siguen inmediatamente los acontecimientos del Hijo de M. La serie Guerra silenciosa revela una brecha creciente entre Medusa y Rayo Negro ya que ambos discrepan sobre su decisión de declarar la guerra contra los Estados Unidos por no haber renunciado a los Cristales de Terrigen. Medusa descubre que ya no puede interpretar los deseos de su esposo como solía hacerlo. Mientras Medusa está emitiendo las declaraciones de guerra de Rayo Negro al consejo de los Inhumanos, se frustra y chasquea los dedos para silenciarla, indicando que ella no estaba relatando lo que pretendía. Más tarde, Medusa confiesa a Rayo Negro que nunca antes la había tratado así, como si fuera un perro, y Rayo Negro responde disculpándose.
Su hijo, Ahura, también reaparece en esta serie como un adolescente mentalmente inestable. Medusa argumenta que a Black Bolt parece no importarle que su hijo se mantenga aislado, y le aconseja que, a pesar de sus órdenes, ha ido a visitar a Ahura en su celda en más de una ocasión. Black Bolt está enojado por esto y se vuelve físicamente agresivo con Medusa, agarrándose la cara y la boca para silenciarla. En su creciente confusión con las acciones de su esposo, Medusa se siente atraída por Maximus en contra de su voluntad y lo visitaría a menudo en su celda de la prisión. Es revelado por Luna, la hija de Crystal, que Maximus de alguna manera había implantado una "oscuridad" en la mente de Medusa que estaba afectando sus acciones. Más tarde, Medusa y Maximus comparten un beso, mientras un loco Black Bolt mira desde las sombras. Los pensamientos de Medusa en ese momento, sin embargo, revelan que ella no tiene el control de sus acciones y que solo ama Black Bolt. El final de Guerra silenciosa se queda en un acantilado con Black Bolt confinado en prisión, Ahura liberado, y Medusa ahora al lado de Maximus mientras asume el trono de los Inhumanos. 
Debido a inconsistencias con otros títulos de Marvel con Black Bolt durante este tiempo, no está claro cuándo, y si, Guerra silenciosa tiene lugar en relación con las historias de Illuminati, World War Hulk y Secret Invasion.
Medusa aparece junto a Black Bolt en el número 1 de la serie World War Hulk. Medusa es visto con Black Bolt cuando Hulk ataca a Attilan. Ella le advierte a Hulk que no pelee con su esposo, ya que Black Bolt ha derrotado a Hulk en batallas pasadas. La pelea comienza y Medusa no interfiere ni ayuda. Black Bolt es derrotado posteriormente por Hulk, aunque la batalla no se muestra más allá del ataque inicial de Black Bolt y no está claro cómo Hulk logró ganar la pelea.
Se reveló en New Avengers: Illuminati que Black Bolt había sido reemplazado por un impostor Skrull por un tiempo desconocido. El impostor se reveló a los Illuminati y fue asesinado. Tanto la ruptura repentina entre Medusa y Black Bolt aparente en Silent War como la derrota posterior de Black Bolt a manos de Hulk en World War Hulk podrían atribuirse a este desarrollo, ya que es incierto cuándo Black Bolt podría haber sido reemplazado por su duplicado Skrull.
Cuando comienza la Invasión Secreta, la parte de la historia de los Inhumanos, por el escritor de Héroes Joe Pokaski, se adentra en cómo la Familia Real Inhumana trata con la noticia de que Black Bolt sabían que era un impostor Skrull. Medusa se muestra luchando contra un Skrull que no solo posee sus poderes, sino que también posee los poderes de Mister Fantástico. Medusa se dirige al espacio Kree para conseguir que Ronan el Acusador ayude a buscar la nave Skrull que contiene Black Bolt y su hijo. Ella logra rescatar a su familia y regresar a Attilan.
Durante la historia de War of Kings, Medusa estuvo con los Inhumanos cuando fueron al espacio y forjaron una alianza con los Kree y también estuvo allí cuando Havok, Lilandra Neramani y el resto de los Starjammers de Havok solicitaron asilo a Vulcan y sus fuerzas. Cuando Maximus habla, Medusa lo empuja a un lado. Después de que Ronan resulta herido en una batalla con las fuerzas de Vulcan, Medusa le dice a los Shi'ar que cometieron un gran error y promete que pagarán por esto. Medusa hace una transmisión en nombre de Black Bolt y le dice a los ciudadanos del Imperio Kree que han sufrido un asalto no provocado por las fuerzas de los Shi'ar. El escudo que alguna vez protegió su sistema estelar ha caído. Durante una discusión con los otros miembros de la Familia Real Inhumana, Medusa afirma que la sangre Shi'ar se derramará en la próxima pelea al tratar de mantener el Kree en línea. Medusa y Black Bolt aprueban la idea de Maximus de crear un mecanismo para ayudarlos en su lucha contra los Shi'ar. Medusa termina devastada cuando la T-Bomb se dispara con Black Bolt y Vulcan sigue donde estaba la T-Bomb. Mientras lloraba en los brazos de Crystal, Medusa declaró que habían ganado.
Durante la historia del Dark Reign, se vio a Medusa cuando Quicksilver aparece en Attilan y los presenta con los Cristales Xerogen luego de la derrota de los Unspoken. Medusa lo absuelve de sus crímenes y le devuelve su ciudadanía.
Durante la historia del Reino de los Reyes, Medusa termina tomando el control de los Inhumanos después de la muerte de Black Bolt. Devos el Devastador llega y termina incitando una revuelta en los Primitivos Alfa. Los Poderosos Vengadores llegan y ayudan a calmar los disturbios incitados por Devos el Devastator. Henry Pym se entera por Medusa de lo que le sucedió a Black Bolt y expresa su dolor por su pérdida ya que también había perdido a Avispa. Medusa y el resto de los Inhumanos tratan con el Dr. Vere y Zarek cuando planean derrocar a la Familia Real Inhumana.
Ella toma el lugar de su marido en los Illuminati cuando Iron Man vuelve a montar el equipo en respuesta a los intentos de Capucha de adquirir las Gemas del Infinito, aunque al final, Steve Rogers toma la "custodia" de la gema de Black Bolt al concluir el crisis. 
Como parte del evento Marvel NOW!, Medusa se convierte en miembro de la Future Foundation cuando los Cuatro Fantásticos toman un viaje en el tiempo.
Durante la historia de Civil War II, Medusa y Crystal presentan al inhumano Ulises con Capitána Marvel, Máquina de Guerra y Pantera Negra. Medusa más tarde atrapa a Iron Man infiltrándose en New Attilan para reclamar a Ulises y no razona con él. Después de que Iron Man derrota a Medusa, Crystal y Karnak y huye con Ulises, Medusa lleva a algunos Inhumanos a la Torre Stark para enfrentarse a Iron Man, que llevó a los Vengadores, los Ultimates, S.H.I.E.L.D. y otros superhéroes a intervenir. Medusa estuvo presente cuando Ulises proyectó su última visión de un Hulk descontrolado que estaba de pie sobre los cadáveres de los superhéroes.
Durante la historia de Inhumans vs. X-Men, Bestia escucha a Medusa diciéndole al resto de la Familia Real Inhumana que deben estar preparados en caso de que los X-Men pierdan la paciencia en su tregua y los ataquen. Mientras los X-Men actúan contra los Inhumanos, Medusa envía Iso e Inferno para descubrir qué le sucedió a Black Bolt y Crystal mientras se prepara para la batalla. Medusa lucha contra la Bestia desplazada en el tiempo en el laboratorio de la Bestia original, ya que efectivamente cancela la tregua. A medida que obtiene la ventaja, Nightcrawler se teletransporta y se la lleva. A pesar de la escalada posterior del conflicto, cuando Medusa descubre que los X-Men solo atacaron ahora porque la nube Terrigenesis estaba a punto de llegar al punto en que haría que todo el planeta fuera tóxico para los mutantes, ella resuelve la situación al destruir la nube, evitando cualquier otro Inhumano manifestará sus poderes, sintiendo que el futuro de su especie no vale la pérdida actual de la vida mutante que resultaría.
Después, ella junto con su hermana, Crystal, Black Bolt, Flint, Gorgon y Swain, son guiadas por Noh-Varr al antiguo mundo trono Kree de Hala, donde ha declarado que pueden descubrir los orígenes de Terrigen y de esa manera haciendo ofrecer un futuro a su gente condenada, sin embargo, las cosas no están bien para la exreina ya que se pasa la mano por su poderoso cabello solo para sacar una gran mata con él, obligándola a anunciar a su tripulación que está muriendo. Pronto es evidente que la decisión de Medusa de destruir la nube de Terrigen es la razón que aflige a Medusa. Hizo lo que tenía que hacer para salvar la raza Mutante, pero al hacerlo, había condenado el futuro de su gente. Debido a que Medusa había presionado el botón, ese acto tuvo la consecuencia de consumir gradualmente las energías de vida de ella. Similar a morir de un corazón roto, Medusa había actuado para poner fin a un legado cultural que duró milenios y su cuerpo esencialmente ha decidido terminar con él. Su única esperanza ahora es encontrar los secretos de Terrigen y traer una nueva fuente de información a su gente, para que ella también pueda revitalizarse. Cuando los Inhumanos obtienen el Primagen de la Granja Mundial de los Progenitores y Gorgon les da tiempo a sus compañeros Inhumanos para escapar, Maximus toma una muestra del Primagen y tiene una visión donde los Progenitores atacan la Tierra en represalia por el robo del Primagen. Mientras estaban en el plano astral con Black Bolt, él y Medusa acordaron continuar como socios y no como amantes. Cuando Medusa toma el Primagen, le devuelve el cabello y la salud y al mismo tiempo causa una reacción violenta en el Progenitor atacante para destruir a los Progenitores que causan los Progenitores Clase Ordinator que vieron el ataque de World Farm para salvar a la Tierra de su invasión.
Durante la historia de "La Muerte de los Inhumanos", se ve a Medusa con la Familia Real Inhumana cuando encuentran los cadáveres de los Inhumanos Universales. Cuando una trampa explosiva comienza a explotar, Medusa logró salir con vida. Medusa y la Familia Real Inhumana más tarde lloran a los Inhumanos caídos tras el ataque de Vox a New Arctilan. Después de que Black Bolt fue capturado por los Kree, Medusa y los miembros sobrevivientes de la Familia Real Inhumana intentan reclutar a Beta Ray Bill en su lucha contra Vox y los Kree. La Familia Real Inhumana finalmente está llevando la batalla a los Kree y llega justo a tiempo para salvar a Black Bolt de Vox. Medusa está presente cuando se descubre que Vox no es un Super-Inhumano y es solo una programación Kree. Cuando la Familia Real Inhumana y Beta Ray Bill llevan la batalla a los Kree, Medusa y Karnak luchan contra Crystal y Lockjaw controlados por Vox. Después de que el grito sónico de Black Bolt se usa en los Inhumanos controlados por Vox lo suficiente como para liberar a Crystal y Lockjaw y hacer que Kree se retire, Medusa se complace de que Crystal y Lockjaw se liberen del control de Vox. Black Bolt emerge de la habitación mientras Medusa ordena a Lockjaw que los lleve lejos de la base Kree. Cuando Crystal pregunta a dónde deben ir, Black Bolt usa su lenguaje de señas para decir "casa". Lockjaw luego los teletransporta.
Medusa y Black Bolt vuelven a ser amantes más adelante.

## Poderes y habilidades
Medusa posee una larga y gruesa cabellera roja; gracias a su exposición a la mutagénica Niebla Terrígena, cada mechón de pelo tiene una mayor resistencia a la tracción, módulo de elasticidad, y la resistencia al cizallamiento que un alambre de hierro del mismo grosor (diámetro medio del cabello: .045 pulgadas). Ella posee la capacidad psico para animar el cabello para una serie de hazañas, incluyendo el alargamiento a casi el doble de su longitud normal (su pelo es de aproximadamente 6 pies (1,8 m) de largo cuando está relajado), y el uso de su pelo para levantar y mover pesados pesos (hasta 1,6 toneladas); una porción de su pelo debe ser utilizado para anclar el resto a estos mayores pesos, de modo que más de su cuero cabelludo / cráneo se utiliza como un aparato ortopédico.
Medusa puede controlar el movimiento de su cabello como si fueran innumerables apéndices delgados que crecen en su cabeza. Un campo psiónico impregna sus células ciliadas alteradas mutagénicamente, causando atracción mutua a través de las brechas entre los filamentos. Estas fuerzas relativamente pequeñas operan en conjunto para desarrollar fuerzas más grandes. A través de la concentración, ella puede mover psiónicamente su cabello de cualquier manera imaginable. Ella puede ajustar su longitud a través del aire como un látigo (la punta de la cual se mueve más rápido que la velocidad del sonido), o rotarlo en forma de abanico. Puede atar a personas u objetos con ella como si fuera una cuerda, o usarla para levantar objetos que pesen más de lo que podría levantar con los brazos. Su cuero cabelludo, cráneo y cuello no soportan el peso de un objeto que levanta: está sostenido en alto por la fuerza psiónica que atraviesa el cabello. Medusa también puede realizar delicadas manipulaciones con su cabello, como enganchar o ensartar una aguja, y actos de coordinación tan complejos como teclear o barajar una baraja de cartas. Aunque no tiene terminaciones nerviosas en el pelo, puede "sentir" sensaciones en todas las partes de su cabello mediante una forma de retroalimentación mental de su campo psiónico.
Medusa es una ladrona consumada que usa su cabello. Medusa también puede retener cierto grado de control sobre su cabello después de haberlo cortado o cortado de su cuero cabelludo. Presumiblemente tiene las habilidades físicas mejoradas típicas otorgadas por la fisiología inhumana genéticamente superior. También es muy hábil en la interpretación de los gestos y el lenguaje corporal de Black Bolt, y tiene fluidez en un lenguaje de signos especial utilizado para comunicarse con Black Bolt.
Como todos los Inhumanos, el sistema inmune de Medusa es más débil que el de un humano promedio. Sin embargo, debido a sus frecuentes aventuras en el mundo exterior, el sistema inmunitario de Medusa se ha fortalecido tanto que ya no es tan débil como el de sus compañeros inhumanos. Como tal, ha logrado una resistencia a los contaminantes del mundo exterior, lo que le permitió unirse a los Cuatro Fantásticos (y ser antiguamente miembro de los Cuatro Terribles) en primer lugar.

## Impacto y legado cultural

### Recepción de la crítica
Jesse Schedeen de IGN declaró: "Si algún Inhumano rivaliza con Black Bolt en términos de importancia, es su reina, Medusa. A diferencia de su tocaya, Medusa no es conocida por tener cualidades de serpiente o convertir a las personas en piedra. En cambio, su cabello es su principal arma. Ella puede controlar cada hebra, usándola para estrangular o sujetar a los enemigos, o incluso cortar objetos como alambre de púas. Al igual que Black Bolt, Medusa parece un personaje demasiado importante para no presentarlo de alguna forma antes de la película Inhumans. A diferencia de su esposo, Medusa tiene la costumbre de aventurarse en el mundo exterior y mezclarse con la humanidad. Incluso ha servido como miembro de los Cuatro Fantásticos varias veces en los cómics. Al igual que Karnak, pudimos ver a Medusa apareciendo en el papel de un emisario de Attilan, Encargado de explorar el mundo exterior y conocer a la creciente población de Inhumanos. Con la creciente protesta por más héroes femeninos en el Universo Cinematográfico de Marvel, Marvel podría hacer mucho peor que presentar a Medusa mucho antes de la película Inhumanos. En muchos sentidos, ahora se ha convertido en el rostro de la franquicia en los cómics, y lo mismo podría suceder también en el UCM". El personal de CA de ComicsAlliance afirmó: "Al igual que muchos grandes personajes, Medusa proyecta una imagen evocadora, con su enorme melena roja de cabello prensil. Más que su rey, la reina de Attilan se nota inmediatamente como una figura de poder y como la voz de la realeza. su familia y su matriarca, Medusa en su mejor momento puede ser una figura compleja que equilibra las responsabilidades del poder y la familia. Su tiempo con Future Foundation profundizó su carácter, mostrando su empatía, en equilibrio con su autoridad de otro mundo y ese cabello que irradia a su alrededor como un aura. Una figura sorprendente tanto en diseño como en personaje, Medusa no es para jugar con ella"." Matthew Aguilar de Comicbook.com escribió: "Medusa se ha convertido en un elemento más importante del universo Marvel en los últimos años, gracias al impulso que los Inhumanos han recibido en los cómics. Ese impulso ahora está comenzando a expandirse. más allá de los cómics y en la televisión, ya que una nueva serie debutará en ABC a finales de este año, y Medusa estará al frente y al centro. El personaje ha tenido una gran cantidad de miradas únicas y llamativas a lo largo de los años. Se ha ido del Fantastic Fouresque disfraz (ella estaba en los Cuatro Terribles después de todo) a algo mucho más orientado a la fantasía y un poco de todo lo demás. Algunos han funcionado, otros lamentablemente han fallado, pero sigue siendo uno de los Inhumanos más populares a pesar de los cambios en la apariencia". Jackson Brueheim de CBR.com dijo: "Medusa es sin duda el personaje de Marvel más reconocible por tener cabello prensil. Es conocida como la Reina de los Inhumanos y una luchadora feroz con folículos igualmente feroces. Ella gobierna a su gente junto a ella. esposo Black Bolt mientras comparte una conexión telepática con él. En cuanto a su cabello, puede duplicar su longitud cuando sea necesario y levantar objetos de más de 1,000 libras. Agregando el hecho de que su sistema inmunológico es más fuerte que el de los Inhumanos promedio, ella establece un alto estándar para otros personajes con cabello controlable".
Trevor Norkey de Screen Rant escribió: "Entre los diferentes personajes de los cómics de Inhumans, Medusa es sin duda uno de los más conocidos. Esta Reina de Attilan tuvo un efecto profundo en toda su gente, siendo uno de los miembros más poderosos de la espectro político de la civilización. Gran parte del trabajo de Medusa se realizó en programas de extensión a la Tierra. Después del descubrimiento de Attilan por parte de la Tierra, Medusa se ocupó de la mayoría de las relaciones entre las dos civilizaciones para asegurarse de que hubiera un respeto mutuo entre los diferentes gobiernos. El trabajo de Medusa en La tierra combinada con su respeto en Attilan la convierte en una Reina verdaderamente grandiosa. Además, su poder personal se suma a su fuerza general. Después de todo, una Reina con cabello mágico y poderoso ciertamente no es una Reina con la que te gustaría meterte. Desafortunadamente, Medusa no es la más aficionada a su posición de liderazgo, solo es parte de la familia real de Attilan a través del matrimonio, y originalmente tenía planes muy diferentes para su carrera durante sus primeros años. En general, aunque Medusa puede no ser tan poderosa como Black Bolt, sigue siendo una de las líderes más importantes de Attilan y, en general, uno de los miembros más importantes de la realeza en todos los cómics de Marvel". Blair Marnell de Nerdist afirmó: "Medusa es mejor conocida por su llamativo cabello rojo, que tiene una increíble resistencia a la tracción y la capacidad de alargarse a voluntad, al mismo tiempo que le da a Medusa la capacidad de transportarse a sí misma u objetos pesados. Piense en la forma en que Disney usó a Rapunzel en Enredados, excepto en una escala mucho mayor. [...] Durante décadas, Medusa y el resto de los Inhumanos fueron más conocidos como personajes secundarios. Pero en los últimos años, Marvel ha empujado agresivamente a los Inhumanos en su universo de cómics. En consecuencia, Medusa se ha convertido en una de las principales heroínas de Marvel y encabezó muchos de los títulos de cómics de Inhumans como la única gobernante de su pueblo Medusa incluso se ha unido a A-Force, el equipo de Vengadores exclusivamente femenino que surgió durante el crossover de Secret Wars. Más recientemente, Medusa llevó a sus seguidores a la guerra contra los mutantes durante la serie de eventos Inhumans vs. X-Men. Ahora que la familia real Inhumana finalmente se une al Universo Cinematográfico de Marvel, el perfil de Medusa inevitablemente se elevará nuevamente. "Debería ser interesante ver cómo se representará en la pantalla el característico cabello de Medusa". Mark Peters de Salon.com dijo: "La vid de los cómics está continuamente zumbando de que Marvel está decidida a impulsar a los Inhumanos como sustituto de los mutantes cuyos derechos cinematográficos pertenecen al estudio rival Fox. Entonces, ¿por qué no traer a la reina de los ¿Inhumanos para generar interés? Bonificación: "Medusa tiene el cabello visualmente más emocionante de los cómics: sus mechones rojos, que pueden usarse como armas similares a tentáculos, han animado más portadas de cómics clásicos que el peinado de cualquier otro personaje". Peyton Hinckle de ComicsVerse declaró: "Los cómics recientes han tratado de separar a Medusa y Black Bolt con la esperanza de mostrar a cada personaje como un individuo en lugar de como parte de una unidad. La serie en solitario de Black Bolt, Black Bolt, ha desarrollado su personaje y hecho él más que un tipo aterrador que se sienta en un trono todo el día. De manera similar, la serie Royals convirtió a Medusa en un personaje que era más que la Reina de los Inhumanos. La pérdida de su poder Inhumano mostró un lado vulnerable del personaje de Medusa que es nunca antes visto. Aunque los cómics modernos de Inhumanos han hecho cosas interesantes con Medusa y Black Bolt como personajes separados, los dos no han tenido mucho tiempo de panel juntos".

### Elogios
- En 2015, IGN incluyó a Medusa en su lista de "7 Inhumanos que queremos en Agents of S.H.I.E.L.D.".[53]
- En 2016, Comicbook.com incluyó a Medusa en su lista de "10 mujeres de Marvel que deberían venir a Disney Infinity 3.0".[61]
- En 2016, ComicsAlliance clasificó a Medusa en el tercer lugar en su lista "Marvel's Royal Inhumans, clasificada de peor a mejor".[54]
- En 2017, Screen Rant clasificó a Medusa en el puesto 17 en su lista "Todos los miembros de los Cuatro Fantásticos, clasificados de peor a mejor".[62]
- En 2018, CBR.com clasificó a Medusa en el sexto lugar en su lista de los "20 inhumanos más poderosos".[63]
- En 2018, Paste clasificó a Medusa en el noveno lugar en su lista de "20 miembros de los Cuatro Fantásticos".[64]
- En 2018, Screen Rant clasificó a Medusa en el octavo lugar en su lista de los "15 reyes y reinas más poderosos del Universo Marvel".[57]
- En 2019, CBR.com clasificó a Medusa en el séptimo lugar en su lista de los "10 miembros más poderosos de la realeza en Marvel Comics"[65] y en el noveno lugar en su lista de las "10 reinas más poderosas del Universo Marvel".[66]
- En 2020, CBR.com clasificó a Medusa en el noveno lugar en su lista de "5 mujeres de Marvel que deberían tener su propio cómic en solitario (y 5 que ya lo tienen)".[67]
- En 2021, Screen Rant clasificó a Medusa en el quinto lugar en su lista de "Cuatro Fantásticos: 10 mejores villanas femeninas"[68] y sexto en su lista "Marvel Comics: 10 mejores miembros alternativos de los Cuatro Fantásticos".[69]
- En 2022, CBR.com clasificó a Medusa en el segundo lugar en su lista de "10 Inhumanos que deberían unirse a los Vengadores",[70] en el séptimo lugar en su lista de "Los 10 mejores miembros sustitutos de los Cuatro Fantásticos",[71] y en el 12° en su lista de "Cada miembro de los Illuminati".[72]

## Otras versiones

### Earth X
En el futuro alternativo de Earth X, el volumen del cabello de Medusa ha aumentado drásticamente. Perdió a Black Bolt y teme la pérdida emocional de su hijo, Ahura. Ella es la gobernante en funciones y la Reina de los Inhumanos. Muchos de sus amigos y aliados restantes han mutado debido a los incidentes en la Tierra. Como una forma de unir a algunas de las poderosas facciones que permanecen en la Tierra, el Capitán Bretaña se lo propone. Su historia continúa en la miniserie Paradise X, donde la comodidad se ha convertido en amor. Sin embargo, el estado de su relación y sus posiciones políticas se ve alterado cuando la presunta esposa perdida del Capitán Bretaña Meggan vuelve a la vida.

### Heroes Reborn
En Heroes Reborn, la ciudad natal de Medusa, Attilan, acoge a los Cuatro Fantásticos. Como en otras realidades, ella habla por su marido, Black Bolt. A los Cuatro se les pide que ayuden a los Inhumanos a detener los planes de Maximus el Loco, que busca y planea controlar las Nieblas de Terrigen. El grupo al principio no entiende la solicitud, lo que lleva a una batalla. Medusa demuestra ser una luchadora capaz, ayudando a mantener la batalla en un punto muerto. 
En este universo se adora a Galactus, y el Consejo Real le rinde reverencia a él y a su equipo de heraldos en forma de estatuas finamente elaboradas en todo Attilan.

### Marvel 1602
Medusa aparece en la miniserie Marvel 1602: 1602: Fantastick Four como miembro de los "Cuatro que son espantosos", y amante del mago. Ella tiene serpientes para el cabello y también debe usar un velo, para evitar que su mirada se convierta en hombres a la piedra. Si bien su introducción la describe como "inhumana", los orígenes de Medusa no se mencionan. Ella parece ser un hablante nativo de francés (por lo tanto, "Madame" Medusa).

### Mutant X
En Mutant X, después de que Beyonder / Reina Duende y el vampiro Drácula arrasaran a los héroes de la Tierra en un intento de conquistar el Multiverso, un equipo de Inhumanos, Medusa incluido y Eternos atacan desde arriba. Luchan en el corazón de Washington D. C., Drácula fácilmente mata a todo el grupo. 

### Marvel Zombies 3
En Marvel Zombies 3 # 2 ella junto con la Familia Real Inhumana son zombis que han visitado un Kingpin zombi para pedir comida que obtienen. En el próximo número Machine Man explota y borra su cabeza podrida.

### Ultimate Marvel
Una versión de Medusa aparece en la serie Ultimate Marvel, que apareció por primera vez en la edición de Ultimate Fantastic Four Annual 1: Inhuman. Ella sigue siendo la reina de los Inhumanos y esposa de su líder, Black Bolt. Al igual que con su tocayo, en este universo su piel es de color verde y tiene serpientes reales para el cabello. No se indica si su cabello recién serpentino restringe o mejora sus habilidades de ninguna manera. Junto con Crystal, el Inhumano Gorgon es una mujer y también la hermana de Medusa. El hermano de Black Bolt, Maximus, no muestra ningún sentimiento romántico por Medusa en este universo. 
A diferencia de otras versiones, Ultimate Medusa está en contra de todas las asociaciones con los Cuatro Fantásticos y cree que las dos razas de Inhumanos y humanos nunca pueden mezclarse en paz. También exhibe un grado extremo de lealtad hacia su pueblo, afirmando que no puede haber mayor honor que dejar de lado la felicidad individual por el bienestar de Attilan. A pesar de estos sentimientos, expresa arrepentimiento por la incapacidad de su esposo para vocalizar sus sentimientos. Cuando Black Bolt siente la necesidad de hablar en forma segura, vocaliza arrepentimiento por las acciones de Crystal.

## Otros medios

### Televisión
- Medusa apareció en algunos episodios de la serie animada de Los 4 Fantásticos de los años 70. En esta versión, ella es la líder de los Inhumanos, y es genuinamente malvada, en lugar de ser forzada a la villanía como en los cómics.
- Medusa aparece en el episodio de dibujos animados de Spider-Man de 1981, "Under the Wizard's Spell", con la voz de BJ Ward. Ella se muestra sirviendo al Mago nuevamente debido a que le pusieron un collar.
- Medusa aparece en tres episodios de la serie animada Fantastic Four de 1994, "Inhumans Saga", interpretada por Iona Morris.[78]Ella se alejó de Attilan, perdió la memoria y se unió a los Cuatro Terribles con Mago, Trapster y Hydro-Man. Después de ser derrotada por los Cuatro Fantásticos, ella escapó y fue encontrada por los otros Inhumanos y le devolvieron sus recuerdos, hasta que Maximus la encerró con su familia en Atillan. En "The Sentry Sinister", Medusa y su familia están asustados porque había escasez de aire y comida dentro de la ciudad después de quedar encerrados en la barrera negativa, hasta que tanto la ciudad como la barrera son destruidas por Black Bolt, dejándolos libres y permitiendo que su hermana Crystal fuera a ver la Antorcha Humana.
- Medusa aparece en los cómics de movimiento inhumano, con la voz de Lisa Ann Beley.[78]
- Medusa aparece en la serie de Hulk and the Agents of S.M.A.S.H. de la primera temporada (2013), episodio 22 "Naturaleza Inhumana", con la voz de Mary Faber.[79]Luego al ver a su hermana Crystal, quién trajo a A-Bomb a Attilan, Medusa y su familia real se enfrentan a Hulk, Skaar, She-Hulk y Hulk Rojo hasta que son capturados, pero descubren que Maximus quiere tomar el control de Attilan y creó un arma para destruir a la humanidad. Ella y su familia se unen a los Hulks para detener a Maximus, hasta que es derrotado, pero éste activa el campo de escudo en Attilan siendo encerrados, pero Black Bolt lo destruye.
- Medusa aparece también en Ultimate Spider-Man, expresada nuevamente por Mary Faber,[78] y más tarde por Rose McGowan.[80]
  - En la tercera temporada, episodio 20, "Inhumanidad", ella y el resto de la familia real de Inhumanos están en control mental de Maximus, donde se utiliza un mensaje para declarar la guerra a S.H.I.E.L.D. Una vez que la corona de Maximus es eliminada por Spider-Man, Medusa y el resto de la familia real se liberan de su control.
  - En la cuarta temporada, episodio 12, "La Agente Web," Medusa acompañada del resto de la familia real de Inhumanos (con Black Bolt, Crystal, Karnak y Lockjaw) cuando se enfrentan a Spider-Man y Tritón fuera de la ciudad abandonada de Atarog. Cuando Spider-Man pidió perdón por entrar ilegalmente al explicar por qué lo hicieron, Medusa interpretó a Black Bolt indicando que ellos están aquí para darles un viaje de regreso al Triskelion, tiempo que agradece a ellos por proteger Atarog.
- Aparece en la nueva serie de Guardianes de la Galaxia, con la voz de Catherine Taber.[81]
  - En el episodio 12, "La Plaga Terrígena". Ella es uno de los Inhumanos que quedó afectado por una plaga que causó que los cristales crezcan en su cuerpo. Medusa fue liberada de su inmovilización por Star-Lord, cuando los Guardianes de la Galaxia fueron llevados a Attilan por Lockjaw. Ella ayudó a los Guardianes de la Galaxia, cuando Maximus el Loco utilizó su tecnología de control de la mente sobre Black Bolt y cuando Ronan el Acusador planeó destruir a Attilan. Una vez que esas amenazas se vieron frustrados y la plaga se elimina, Medusa da gracias a los Guardianes de la Galaxia en nombre de Black Bolt.
  - En el episodio 21, "El Toque Inhumano", Medusa ayuda a los Guardianes de la Galaxia, cuando Maximus engaña a su manera de salir de su encierro.
- Aparece en la serie de Avengers: Ultron Revolution, expresada por Catherine Taber en la cuarta temporada[78] y por Vanessa Marshall en la quinta temporada.[82]
  - En la tercera temporada, el episodio 9, "Inhumanos entre Nosotros". Ella aparece con Black Bolt, Gorgon, Karnak y Lockjaw en el momento en que un solicitante lleva a la nave de los Inhumanos y los Alpha primitivos, se estrella en las montañas cerca de Maple Falls. Durante la lucha de los Vengadores con los Inhumanos, Falcon enfrentándose con Medusa. Cuando Inferno surge de su capullo Terrigena, los Vengadores y los Inhumanos tuvieron que trabajar juntos para detener a Inferno. En el episodio 10, "La Condición Inhumana" Medusa se encuentra entre los Inhumanos que son capturados por Ultron. Más tarde es liberada por los Vengadores. En el episodio 23, "Civil War, Parte 1: La Caída de Attilan", ella y Black Bolt reciben a los Vengadores a Atillan, junto a Truman Marsh, en hablar sobre el Registro de Inhumanos, hasta que Inferno provoca un caos por Maximus, y al final no tuvieron opción que estar registrados. En el episodios 25, "Civil War, Parte 3: Tambores de Guerra", Medusa y Black Bolt están con Black Widow en liberar a los Vengadores de la prisión, La Balsa, y al escapar, están siendo controlados por los discos de control de sus cuellos de Truman Marsh y atacan a los Vengadores. Al ser liberados, se unen con los Vengadores y Los Poderosos Vengadores en detener a Truman Marsh, y descubren que era Ultron disfrazado. En el episodio 26, "Civil War, Parte 4: La Revolución de los Vengadores ", ella y Black Bolt se unen a los Vengadores y Poderosos Vengadores en detener a Ultron, quién controla a los inhumanos y sus robots en destruir a la humanidad. Al final, ven como Atillan ya está siendo reconstruida.
  - En la quinta temporada, el episodio "Mists of Attilan", Pantera Negra y Ms. Marvel visitan Attilan para obtener el fragmento clave que el abuelo de T'Challa confió a los Inhumanos antes de que lo haga el Consejo de la Sombra. Medusa y Black Bolt se mostraron reacios hasta que la princesa Zanda, miembro del Consejo de la Sombra, sea derrotada y se escape. Después de un poco de persuasión de Crystal, Medusa y Black Bolt, dale la pieza a Pantera Negra mientras les advierte que el Consejo de la Sombra también vendrá después de Attilan.
- Aparecerá en la serie de acción en vivo The Inhumans, de la ABC, a estrenarse en septiembre de 2017. Será interpretada por la actriz Serinda Swan.[83] Cuando Maximus usurpa el trono, él tiene a Pulsus en neutralizar sus habilidades y afeitarle el cabello para que ella no pueda defenderse. Sin embargo, ella es rescatada por Lockjaw que la lleva a Hawái.[84] Después de un encuentro con Auran,[85]Medusa conoce a Louise Fisher, una científica que ha sentido curiosidad por la luna y sus posibles habitantes extraterrestres.[86]Mientras estaba con Louise, Medusa mostró una personalidad muy antisocial que parecía atribuirse a su educación conflictiva. Sus padres querían destruir el sistema de castas, dejando una nube de vergüenza sobre ella y Crystal. Juntas, logran localizar a Black Bolt y huir con Locus, una Inhumana que puede localizar a otros de su clase.[87] Más tarde, el grupo se reúne con Karnak y Gorgon, pero Locus muere por una herida anterior. Antes de pasar, ella le dice a Black Bolt que él es capaz de convertirse en un mejor rey.[88] Medusa, Black Bolt y Louise se van a buscar a Crystal y a Lockjaw. Cuando Black Bolt expresa el deseo de matar a su hermano, Medusa lo calma. Encuentran a sus amigos y regresan con Karnak.[89] Después de que Black Bolt revela que Tritón está vivo y que ambos estaban al tanto de la traición de Maximus por adelantado, Medusa expresa su desaprobación por haber sido dejada en la oscuridad. Ella revela además que después, Black Bolt mató accidentalmente a sus padres, que iba a regodearse como venganza por lo que le hicieron a su madre y padre, pero en cambio se enamoró de él; expresando que ella es algo más que la "pieza boca" de Black Bolt.[90] Medusa intenta apelar a la buena mitad de Maximus, pero cuando se niega a detener la destrucción de la cúpula, destruye el cristal terrígena. Después de que la ciudad se evacua por completo, Medusa se va con su familia a través de Lockjaw. Black Bolt se une después, ya que le permite hablar con la gente por su propia cuenta, en lugar de solo traducir para él.[91]
- Medusa aparece en Marvel Future Avengers, con la voz de Hiroko Ushida en Japonés y Erica Lindbeck en Inglés.[78]
- Medusa hace un cameo sin hablar en el episodio de Spider-Man, "Vengeance of Venom".[92]

### Videojuegos
- Medusa aparece como un personaje no jugable en Marvel: Ultimate Alliance interpretada por Nancy Linari.[78] El Doctor Doom le lavó el cerebro para que lo atendiera cuando buscaba el Nulificador Supremo en la Isla Muir. Medusa fue encarcelada en Attilan. Ella tiene un diálogo especial con Mujer Invisible.
- Medusa aparece como un personaje desbloqueable en Marvel: Avengers Alliance.
- Medusa aparece como un personaje desbloqueable en Marvel Future Fight.[93]
- Medusa aparece como un personaje desbloqueable en Marvel Avengers Academy, con la voz de Amber Lee Connors.[94]
- Medusa aparece como un personaje jugable en Lego Marvel Super Heroes 2.[95]
- Medusa aparece como un personaje desbloqueable en Marvel: Contest of Champions.[96]
- Medusa aparece como un personaje jugable en Marvel Puzzle Quest.[97]
- Medusa aparece como un personaje no jugable en Marvel Ultimate Alliance 3: The Black Order, nuevamente con la voz de Mary Faber.[78]